# الدعارة في إسبانيا
الدعارة في إسبانيا لا يخاطبها قانون محدد ولكن هناك عدد من الأنشطة المتعلقة مثل القوادة غير قانونية ويجرمها القانون الإسباني. في عام 2016 قدر برنامج الأمم المتحدة المشترك لمكافحة الإيدز وجود حوالي 70،268 بائعة هوى في البلاد. صناعة الجنس في إسبانيا تقدر قيمتها بـ 3.7 مليار يورو.